# Kloten
Kloten (in einheimischer Mundart: Chloote [ˈχloːtə]) ist eine Stadt mit 21'652 Einwohnern (Stand 31. Dezember 2024) im Bezirk Bülach im Unterland des Schweizer Kantons Zürich.

## Wappen
Blasonierung:
In Rot ein halber, mit Adlerfängen bewehrter, silberner Löwe
Das Wappen geht auf die Herren von Kloten zurück, die als Zeichen der Zugehörigkeit zu Habsburg seit 1331 einen halben Löwen im Siegel trugen. Im Jahr 1793 wurde es erstmals als Gemeindewappen eingesetzt.

## Geographie
Kloten liegt etwa 10 km nordöstlich vom Zentrum der Stadt Zürich in der Ebene des Glatttals. Aus dem Altbachtal mündet hier der von Bassersdorf kommende Altbach nach der Unterquerung des Flughafenareals unterhalb von Glattbrugg in die Glatt. Das Gemeindegebiet zieht von der bewaldeten Kuppe im Hard und vom Balsberg im Süden über die Höhenzüge der Weiler Gerlisberg und Bänikon bis über das schmale Eigental, ein bedeutendes regionales Naturschutzgebiet, hinaus. In der Ebene an der Glatt im Westen des Gemeindegebiets und im anschliessenden Rümlanger Ried liegt der Flughafen Zürich, der einen bedeutenden Teil des Klotener Gemeindegebiets beansprucht. Nördlich der Stadtsiedlung liegen die Wälder Homberg, Buehalm und Schlatt, aus denen der Ruebisbach und der Himmelbach zur Glatt fliessen.
Vom 1928 ha grossen Gemeindeareal entfallen 28,7 % auf Landwirtschaftsflächen, 25,6 % auf Wald, 27,1 % auf Verkehrsinfrastrukturen und 17,4 % auf Siedlungsgebiete. 0,3 % sind Gewässer und 0,9 % unproduktive Fläche (Stand 2018).
Die politische Stadtgemeinde Kloten umfasst neben den Stadtvierteln Zentrum, Geissberg, Hostrass, Oberfeld, Rütlen, Spitz, Bramen, Balsberg, Holberg, Hohrainli, Kaserne, Chaseren und Freienberg auch die Siedlungen Egetswil, Gerlisberg, Bänikon, Obholz, im Eigental, im Rank und am Aalbühl sowie einen Grossteil des Flughafens Zürich.
Die Nachbargemeinden von Kloten sind Winkel, Lufingen, Oberembrach, Nürensdorf, Bassersdorf, Dietlikon, Wallisellen und Opfikon im Bezirk Bülach sowie Rümlang im Bezirk Dielsdorf.

## Bevölkerung
| Jahr | Einwohner |
| ---- | --------- |
| 1467 | 370       |
| 1634 | 842       |
| 1710 | 1'328     |
| 1850 | 1'524     |
| 1900 | 1'363     |
| 1950 | 3'429     |
| 2000 | 16'525    |
| 2005 | 16'525    |
| 2010 | 17'995    |
| 2015 | 18'412    |
| 2020 | 20'959    |
| 2022 | 20'909    |
| 2024 | 21'652    |

- Ausländeranteil: 37,9 % (Stand 2024)[10]
- Geschlecht: Frauen-Anteil 48,5 %, Männer-Anteil 51,5 % (Stand 2024)[11]
- Konfessionszugehörigkeit: 18,7 % evangelisch-reformiert, 16,6 % römisch-katholisch, 64,7 % keine oder andere konfessionelle Zugehörigkeit (Stand 2024)[12]

## Geschichte

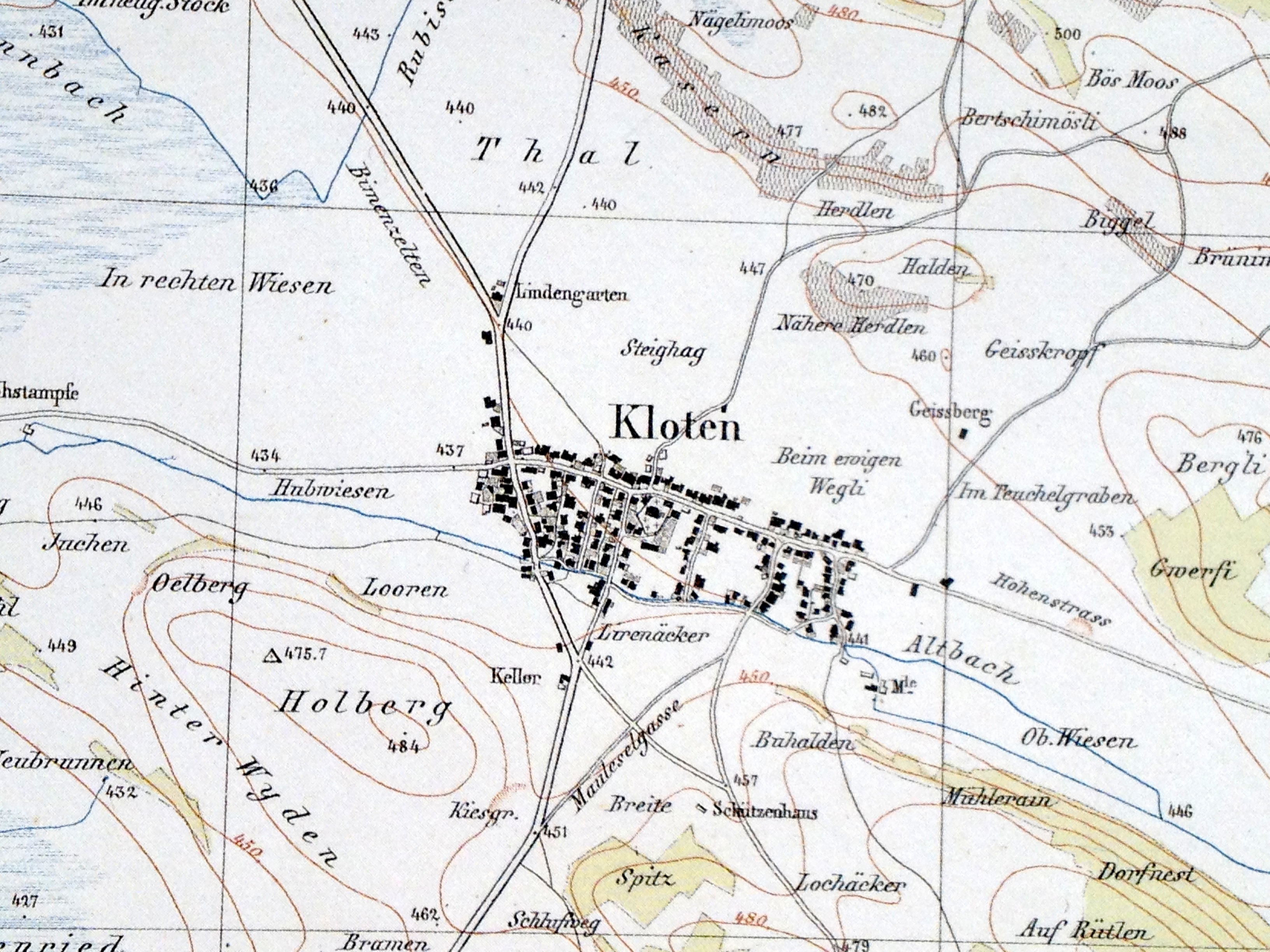
Kloten auf der Wild-Karte von 1848

Luftbild von 1919, aufgenommen aus 100 Metern Höhe von Walter Mittelholzer

Auf dem Gebiet des Flughafens wurden Spuren steinzeitlicher Besiedlung gefunden, beim Aalbühl Reste einer Siedlung aus der frühen Bronzezeit und eines römischen Gutshofs, im Hagenholz und im Homberg Steinkistengräber aus der Hallstattzeit. In römischer Zeit lag Kloten an der Kreuzung der Römerstrasse von Vindonissa (Windisch) nach Brigantium (Bregenz) mit einem von Norden her gegen Turicum (Zürich) führenden Weg; bei der reformierten Kirche im heutigen Stadtkern gab es zwischen dem 1. und 3. Jahrhundert n. Chr. eine römische Siedlung, im 4. Jahrhundert n. Chr. auch ein Kastell. Legionsziegel bezeugen die Anwesenheit der Legionen XXI Rapax und XI Claudia. Vielleicht geht der seit Mitte des 12. Jahrhunderts als Chlotun belegte Ortsname auf eine Bildung *Claudiodunum aus dem Legionsnamen mit gall. dunon ‹Befestigung, Anhöh, Berg› zurück; eine andere Deutung sieht im Namen eine rein keltische Zusammensetzung mit dem Vordergliede *klau̯o- ‹Riegel, Nagel› > air. cló ‹Nagel›.
Nah der Glatt stand im 13./14. Jahrhundert die Burg Rohr als Sitz der Herren von Rümlang, die im Sempacherkrieg zerstört, von den Zürchern aber wiederaufgebaut und erst 1892 abgetragen wurde. Als Teil der Herrschaft Kyburg gelangte das Hoch- und Niedergericht von Kloten 1264 an die Habsburger, 1424/52 an die Stadt Zürich. Kloten blieb bis 1510 Zollstätte und bis 1798 Gerichtsort des Kyburger Unteramts. In der Helvetik kam die Gemeinde Kloten zunächst zum neu geschaffenen Distrikt Bassersdorf, 1803/1831 dann zum Bezirk Bülach. Am 2. September 1839 fand im Vorfeld des Züriputschs zu Kloten eine Volksversammlung statt. 1872 wurde die Zivilgemeinde Geerlisberg aufgelöst, 1922 jene von Kloten; 1927 erfolgte der Anschluss der vorher zu Oberembrach gehörenden Weiler Bänikon und Eigental.

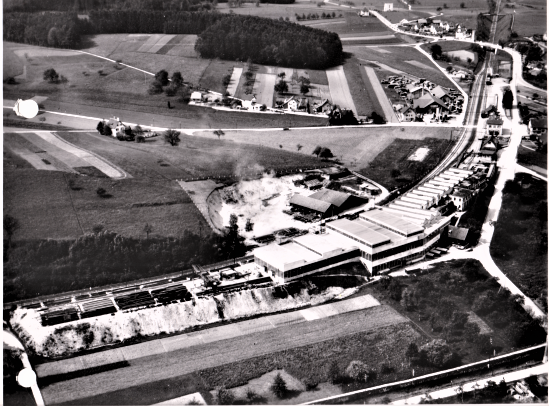
Die Fabrikgebäude der Eisenbaufirma Löhle & Cie in Kloten.

1900 gründete der Ingenieur und Dozent am Polytechnikum Zürich, Karl Löhle (1865–1948), in der Nähe des Bahnhofs Kloten die Brückenbaufirma Löhle & Cie (ab 1906 Löhle & Kern, ab 1928 Eisenbaugesellschaft Zürich EGZ). Das ursprüngliche Fabrikgebäude mit einem Shed-Dach Patent Löhle wurde mit Fabrikhallen des Neuen Bauens erweitert. Diese Firma, die zu den besten Zeiten 300 Arbeitsplätze zählte, realisierte unter vielen andern die Brücke der Centovallibahn bei Intragna, den Hammetschwandlift auf den Bürgenstock, die Erweiterung des Hauptbahnhofs Zürich und das Hallenstadion Zürich.
Der 1911 für die Artillerie eingerichtete Waffenplatz dient seit 1950 zur Ausbildung von Übermittlungstruppen.
1961 erreichte Kloten mit 10'000 Einwohnern Stadtgrösse.

## Infrastruktur

### Verkehr
Öffentlicher Verkehr
Mit der Eröffnung der Bahnstrecke Wettingen–Effretikon der Schweizerischen Nationalbahn erhielt Kloten 1877 eine Haltestelle. An der gleichen Strecke liegt die Haltestelle Kloten-Balsberg, beide werden von der Zürcher S-Bahn-Linie S 7  im Halbstundentakt bedient. An Wochenenden verkehrt die Nacht-S-Bahn SN7 .
Unter dem Flughafen liegt der Tiefbahnhof Zürich-Flughafen an der 1980 eröffneten Flughafenlinie. Der Flughafenbahnhof wird neben drei S-Bahn-Linien auch durch InterRegio‐, InterCity und EuroCity-Züge bedient, die Kloten direkt mit weiten Teilen der Schweiz und dem nahen Ausland verbinden.
Die Glattalbahn verbindet Kloten mit dem Verkehrsnetz von Zürich. Ab dem Jahre 2026 wird die Glattalbahn-Verlängerung aufgenommen, die bis ins Industriequartier von Kloten führt. Bestandteil des Projektes sind auch eine Velohauptverbindung sowie Hochwasserschutzmassnahmen. Die Gesamtinvestitionen betragen rund 440 Millionen Franken.
Individualverkehr
Kloten liegt an den Hauptstrassen von Zürich über Bülach nach Eglisau und nach Rorbas im Tösstal. Die Flughafenautobahn und die Autobahn A51 binden das Verkehrsnetz von Kloten an die nationalen Autostrassen an.

#### Flughafen
1946–1948 wurde westlich des Dorfs der Flughafen Zürich-Kloten erstellt, der seither in mehreren Etappen ausgebaut wurde. Mit jährlich bis zu 30 Millionen Passagieren ist der Flughafen Zürich der grösste Flughafen der Schweiz. Beim Flughafen haben verschiedene Unternehmen und Institutionen ihren Sitz, zum Beispiel das Bundesamt für Meteorologie und Klimatologie, die Fluggesellschaften Swiss, Helvetic Airways und Edelweiss Air, das technische Dienstleistungsunternehmen SR Technics, die Cateringfirma Gategroup Holding und die Schweizerische Rettungsflugwacht. 1969 wurde auf dem Flughafengelände ein Attentat verübt.

### Energie, Energiestadt Kloten
Das Stadtwerk, welches die Gemeinde mit Strom, Gas und Wasser beliefert, sind die Industriellen Betriebe Kloten. 1966 war das Elektrizitätswerk Kloten mit der Wasserversorgung zusammengeschlossen worden.
Im Jahr 2009 wurde Kloten das Label Energiestadt für seine nachhaltige und effiziente Energiepolitik verliehen. Die Energiestadt Kloten zeichne vor allem die hohe und durch ein grosses Angebot an öffentlichem Verkehr umweltfreundliche Mobilität aus. Um den Fahrradverkehr zu fördern, wurden 2019 die ersten Publibike-Stationen in Betrieb genommen.

## Wirtschaft
In Kloten haben mehrere grosse Unternehmen ihren Sitz, so die Firma Nobel Biocare, das Handelsunternehmen OPO Oeschger, der Logistikkonzern Via Mat und die Baustofffirma Weiacher Kies.
Im November 2020 wurde The Circle beim Flughafen Zürich eröffnet. Das Projekt bildet dabei einen neuen Stadtteil mit Restaurants, Hotels, Shopping, Ausstellungen, Kongressen, dem Universitätsspital und nationalen wie internationalen Firmen wie Microsoft, Novo Nordisk, MSD, Saxo Bank, VAMED, isolutions, Vebego und SAP. Realisiert wurde das Projekt durch eine Miteigentümergemeinschaft, woran die Flughafen Zürich AG mit 51 Prozent und die Swiss Life AG mit 49 Prozent beteiligt sind.
Ein wichtiges Dienstleistungszentrum für verschiedene Unternehmen ist der Gebäudekomplex Balsberg. Der ehemalige Swissair-Hauptsitz wurde in den Jahren 2019 und 2020 um drei Stockwerke erweitert. Die Eigentümerin Priora Suisse AG vergrösserte damit die Nutzfläche bei laufendem Betrieb von 45'000 m² auf 66'000 m². Neu stehen im Gebäudekomplex 4500 Arbeitsplätze zur Verfügung (vorher 2500). Balsberg ist damit gemäss eigenen Angaben das grösste Geschäftsgebäude der Schweiz (als Einzelobjekt). Ein bemerkenswertes Unikum: Nur 50 Prozent des Gebäudes liegen in der Gemeinde Kloten, der restliche Teil in der Gemeinde Opfikon. Die Gemeindegrenze verläuft also quer durch das Gebäude.
Mitte Juli 2023 wurde in Kloten ein Befall des Japankäfers entdeckt. Es handelt sich gemäss Behördenangaben um die erste Population nördlich der Alpen. Der gebietsfremde Käfer kann grosse Schäden an Kulturpflanzen und Grünflächen anrichten. Die Stadt Kloten hat Tilgungsmassnahmen veranlasst. Es ist zum Zeitpunkt des Auftretens ungewiss, ob sich die Ausbreitung stoppen lässt. Die Behörden haben jüngst die Massnehmen verlängert. Es gilt ein Bewässerungsverbot für Rasenflächen. Zudem darf kein Grüngut aus Gärten aus Kloten ausgeführt werden.
Das Westgate Business Center in Kloten ist ein geplantes, modernes Büro- und Dienstleistungszentrum mit über 16'000 Quadratmetern flexibel skalierbarer Bürofläche, verteilt auf drei Gebäudeteile. Zum Angebot gehören ein hochwertiges Gastronomiekonzept sowie ein voll ausgestattetes Konferenzzentrum, das für Geschäftsanlässe genutzt werden kann. Ziel ist es, attraktive Arbeitsplätze in unmittelbarer Nähe zum Flughafen Zürich zu schaffen und Unternehmen eine repräsentative Adresse zu bieten. Der geplante Baubeginn des Projekts verzögert sich allerdings, da aktuell noch ein Ankermieter gesucht wird, der für den wirtschaftlichen Erfolg und die Realisierung des Projekts entscheidend ist.

## Sehenswürdigkeiten
- Reformierte Kirche Kloten
- Römisch-katholische Kirche Christkönig

## Bildergalerie

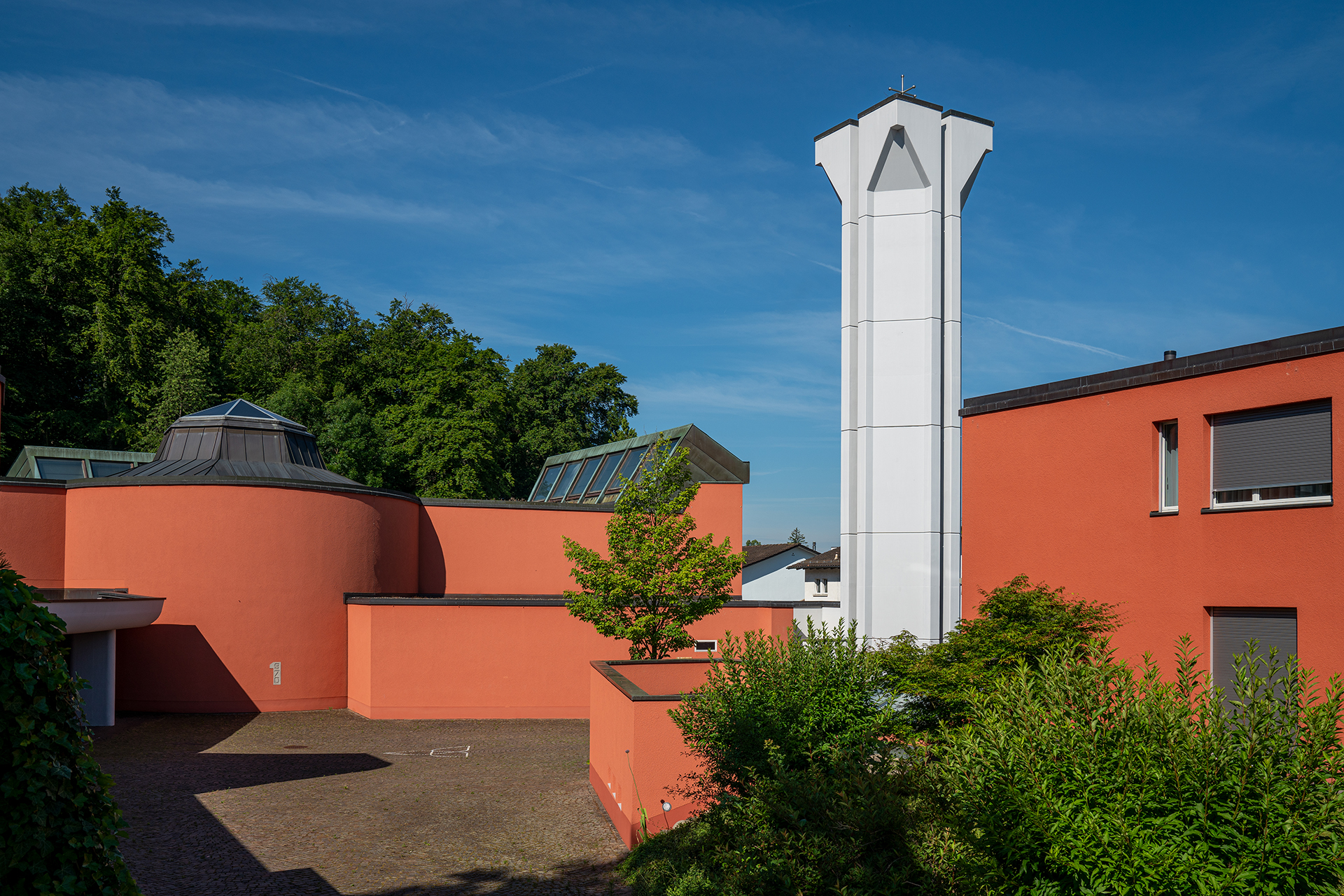
Katholische Kirche
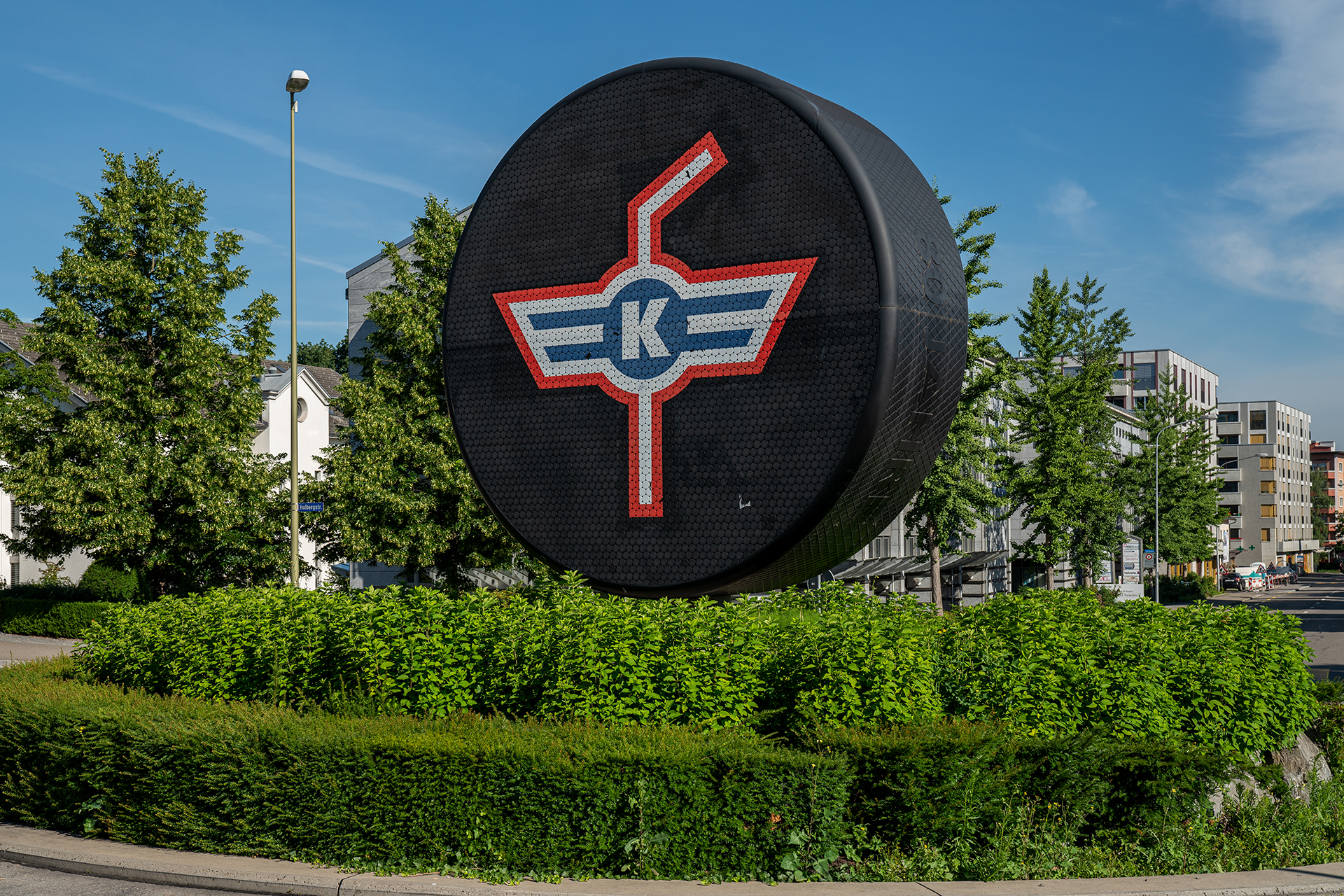
Kreisel mit EHCK-Puck
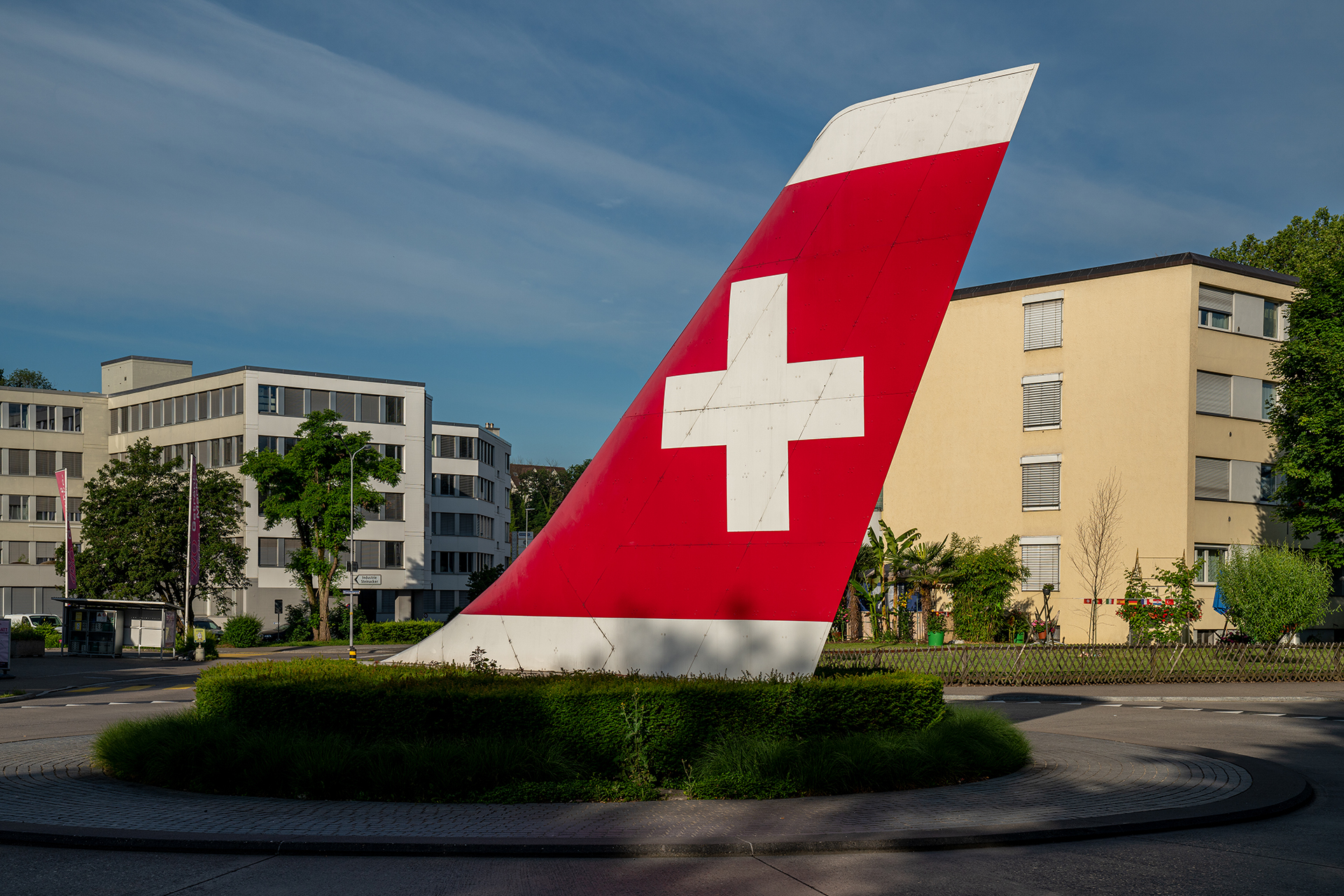
Kreisel mit Swiss-Heckflosse
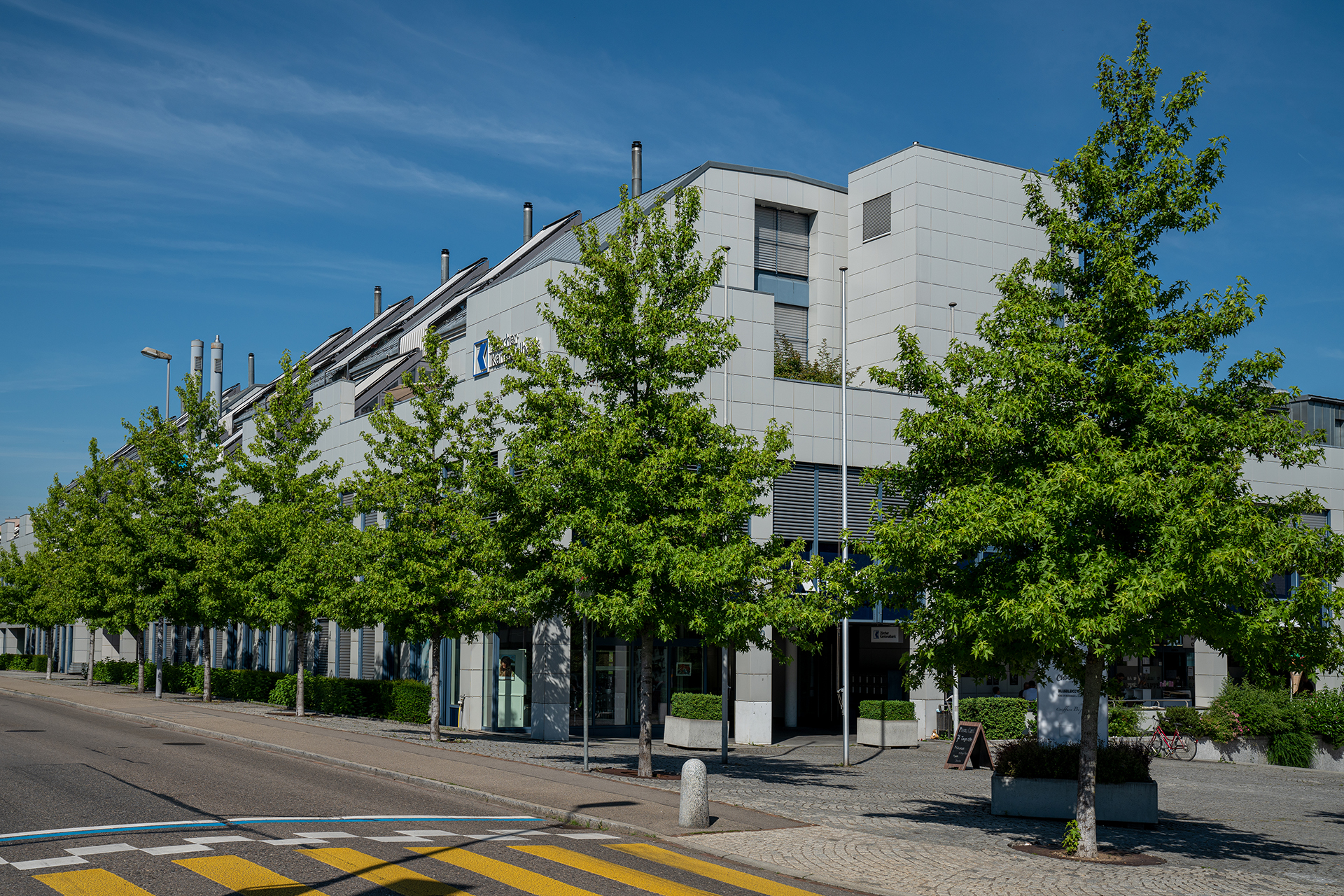
Lindenstrasse
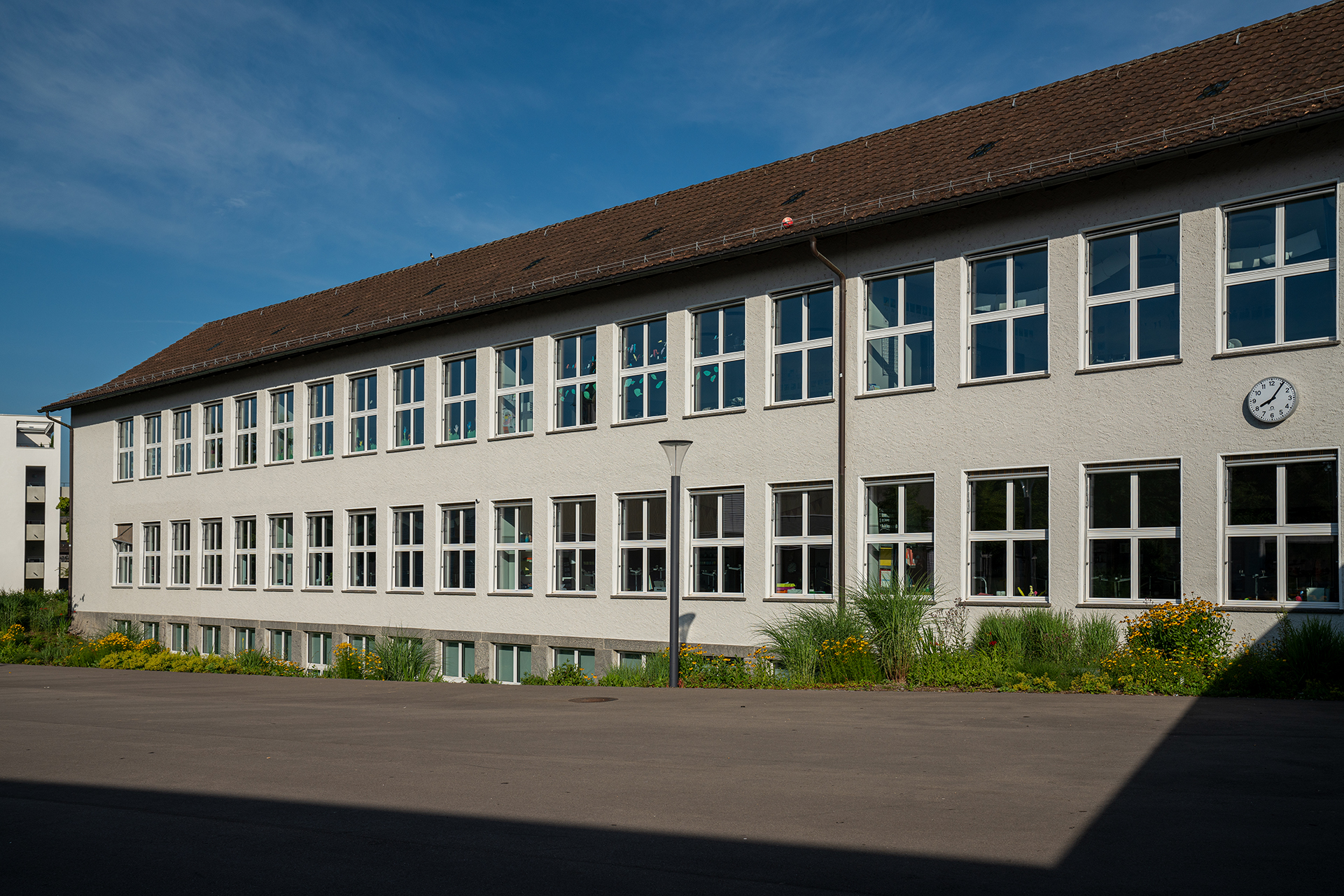
Schulhaus Feld
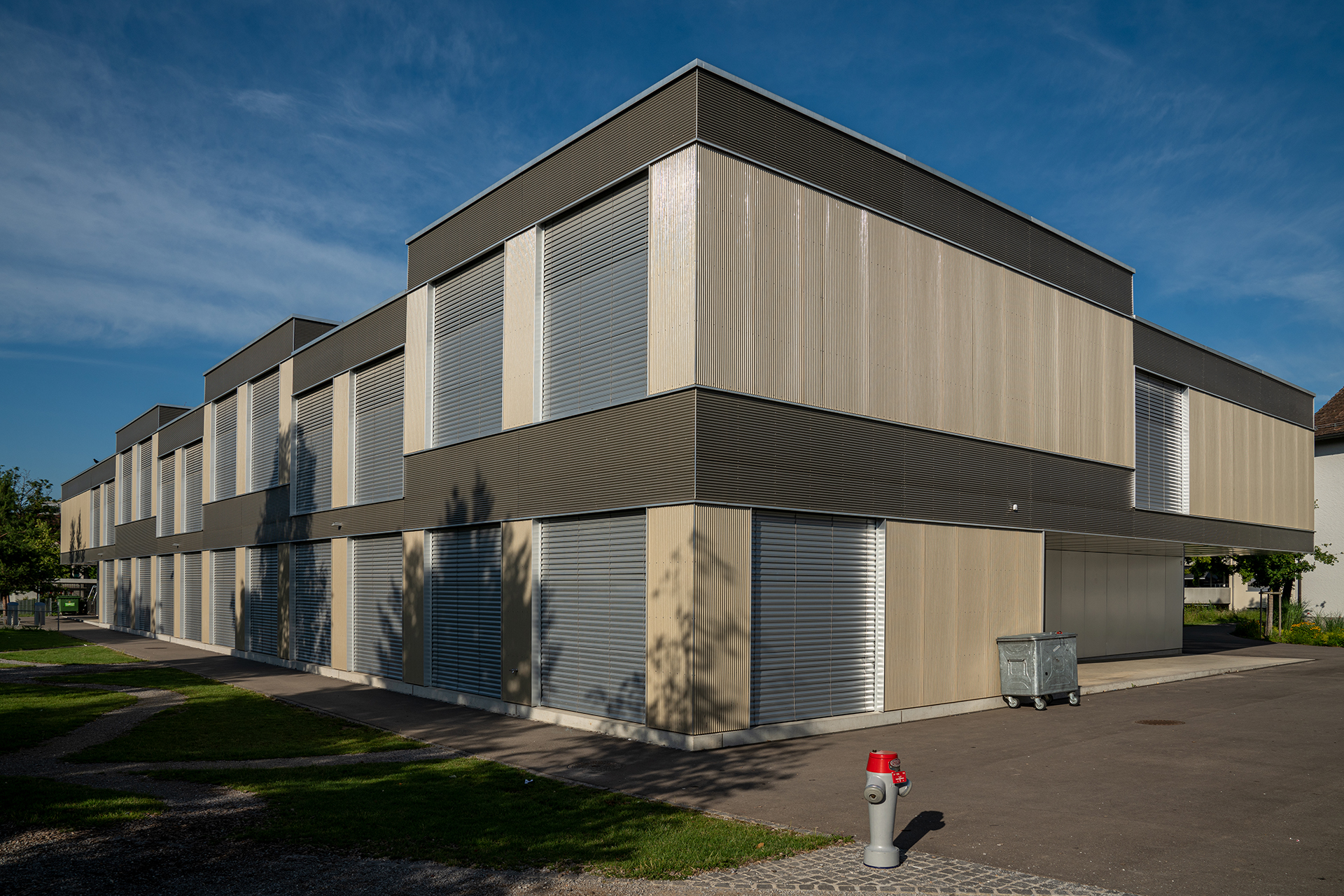
Schulhaus Feld

## Politik

### Gemeinderat
Der 1970 als Legislative eingerichtete Gemeinderat besteht aus 32 Mitgliedern.
- Grüne: 2
- SP: 6
- GLP: 3
- EVP: 2
- Mitte: 3
- FDP: 5
- SVP: 11

Er setzt sich seit der letzten Wahl vom 27. März 2022 und nach fünf zwischenzeitlichen Änderungen wie folgt zusammen (Stand November 2023):
- SVP, 11 Sitze: Tina Kasper (bisher), Silvan Eberhard (bisher), Ueli Morf (bisher), Sandra Eberhard-Hermoso (bisher), Marco Brunner (bisher), Florian Rousch (neu), Christian Trachsel (neu), Thomas Schneider (neu), Urs Brunner (neu), Eliane Morf (seit 1. Mai 2023), André Gerber (seit 1. September 2022)
- SP, 6 Sitze: Sigrun «Sigi» Sommer (bisher), Maja Hiltebrand (bisher), Philip Graf (bisher), Anita Egg (bisher), Bernhard Deuber (neu), Max Töpfer (neu)
- FDP, 5 Sitze: Irene Frischknecht (bisher), Peter Nabholz (bisher), Daniel Körner (neu), Philipp Alex Gehrig (neu), Hansjürg Schmid (neu)
- glp, 3 Sitze: Roman Walt (bisher), André Käser (neu), Brian Dieng (seit 1. Oktober 2023)
- Mitte, 3 Sitze: Pascal Walt (bisher), Jennifer Murati (neu), Dominique Chambettaz (seit 1. September 2023)
- EVP, 2 Sitze: Tania Woodhatch (bisher), Horvath Bertalan (seit 1. Oktober 2023)
- Grüne, 2 Sitze: Fabienne Kühnis (bisher), Reto Schindler (bisher)

### Frühere Sitzverteilungen
2018–2022 (SVP: 10, SP: 6, FDP: 5, Mitte: 2, EVP: 3, GP: 3, GLP: 3)
2014–2018 (SVP: 13, SP: 5, FDP: 4, Mitte: 3, EVP: 2, GP: 2, GLP: 2, EDU: 1)
2010–2014 (SVP: 12, SP: 6, FDP: 3, Mitte: 3, EVP: 3, GP: 2, GLP: 2, EDU: 1)
2006–2010 (SVP: 11, SP: 7, Mitte: 4, FDP: 3, EVP: 3, GP: 3, EDU: 1)

### Stadtrat und Stadtverwaltung
Die Stadtverwaltung untersteht einem siebenköpfigen Stadtrat als Exekutive. Stadtpräsident ist René Huber (SVP) als Nachfolger von Bruno Heinzelmann (SVP, 1994–2006). Verwaltungsdirektor ist Thomas Peter, er ist gleichzeitig Stadtschreiber.
Der Stadtrat setzt sich seit der letzten Wahl vom 27. März 2022 wie folgt zusammen (Stand November 2023):
| Ressort                                                          | Person                           |
| ---------------------------------------------------------------- | -------------------------------- |
| Flughafen, Personal, Präsidiales, Standortentwicklung            | René Huber (SVP), Stadtpräsident |
| Freiwilligenarbeit und Vereine, Kinder und Jugend, Kultur, Sport | Regula Käser-Stöckli (GP)        |
| Finanzen, Gesundheit, Infrastruktur                              | Mark Wisskirchen (EVP)           |
| Bildung, Familien                                                | Christoph Fischbach (SP)         |
| Klima und Umwelt, Mobilität, Raumentwicklung                     | Roger Isler (FDP)                |
| Alter, Digitale Transformation, Soziales                         | Kurt Hottinger (SVP)             |
| Forst und Landwirtschaft, Infrastruktur Tiefbau, Sicherheit      | Gaby Kuratli (Mitte)             |

### Parteien
Bei der Nationalratswahl 2019 erreichten die Parteien folgende Wähleranteile: SVP 38,9 %, SP 16,8 %, FDP 11,5 %, glp 9,7 %, Grüne 8,8 %, Mitte 4,8 %, EVP 4,2 %, BDP 2,1 %, EDU 1,2 %.
Die Wähleranteile bei der Nationalratswahl 2023: SVP 38,1 % (−0,84 %), SP 17,36 % (+0,51 %), Die Mitte 10,07 % (+3,19 %), glp 9,83 % (+0,16 %), FDP 9,56 % (−1,91 %), Grüne 6,92 % (−1,90 %), EVP 3,25 % (−0,96 %), Aufrecht Zürich 2,16 %, EDU 0,85 % (−0,31 %), andere (11) 1,88 %.

### Namensverwandtschaft
Im US-Bundesstaat Wisconsin liegt die nach dem zürcherischen Kloten benannte Stadt Kloten (Wisconsin).
Im US-Bundesstaat North Dakota liegt eine weitere Ortschaft mit dem gleichen Namen Kloten (North Dakota).

## Sport
Im Zentrum Schluefweg befindet sich ein Frei- und Hallenbad, eine Turnhalle, sowie weitere Freizeiteinrichtungen. Das Freibad wurde nach Renovation für 7,5 Mio. Franken im Jahr 2016 wiedereröffnet. Im angrenzenden Hardwald befindet sich der Seilpark Zürich sowie eine Finnenbahn.
Hinter dem Areal liegt die Eissporthalle Swiss Arena und die 2023 fertiggestellte Schluefweg Halle, eine zweite kleinere Eishalle, die das frühere Ausseneisfeld ersetzt. Der 1934 gegründete EHC Kloten ist ein Eishockeyverein, der in der höchsten Schweizer Liga, der National League, spielt.
Zwischen dem Schulhaus Feld und Hohrainliquartier liegt die Fussballanlage Stighag des FC Kloten, sowie die Sporthalle heja stighag, welche hauptsächlich vom Unihockeyclub Kloten-Dietlikon Jets und dem Volleyballclub Volero genutzt wird. Auch die Sporthalle Ruebisbach bei der Autobahnausfahrt Kloten-Nord wird regelmässig von den Kloten-Dietlikon Jets genutzt. Diese spielen Unihockey in der Nationalliga A.

## Persönlichkeiten
- Johann Heinrich Lips (1758–1817), Kupferstecher, in Kloten geboren
- Gerold Eberhard (1824–1880), Lehrer und Autor
- Joana Mäder (* 1991), Beachvolleyballspielerin, wuchs in Gerlisberg auf
- Charyl Chappuis (* 1992), thailändisch-schweizerischer Fussballspieler, wuchs in Kloten auf
- Adrian Heidrich (* 1994), Beachvolleyballspieler, wuchs in Gerlisberg auf
- Maestro (* 1997), Musikkünstler, wuchs in Kloten auf